# 1700 en philosophie
Chronologie de la philosophie
- 1696
- 1697
- 1698
- 1699
- 1700
- 1701
- 1702
- 1703
- 1704

L’année 1700 a été marquée, en philosophie, par les événements suivants :

## Publications
- Pierre Cally : Durand commenté, ou Accord de la philosophie avec la théologie touchant la transsubstantiation de l'Eucharistie, « Cologne » (i.e. Caen), 1700.

- Fénelon :  Fables composées pour l'éducation du duc de Bourgogne  (1700) ;

- Gottfried Wilhelm Leibniz : Matheis rationis.

## Naissances
- Vers 1700 :
  - Jean Banières, philosophe et physicien français, actif entre 1725 et 1740.